# Sven Holm
Sven Holm (* 13. April 1940 in Kopenhagen; † 11. Mai 2019) war ein dänischer Schriftsteller. Er verfasste Erzählungen, Romane, Theaterstücke, Hörspiele, Drehbücher und Lyrik.

## Leben
Holm war der Sohn des dänischen Berufsoffiziers Vagn Holm und von Else Schalburg, geborene Knudsen. Er studierte von 1960 bis 1962 an der Universität Kopenhagen und arbeitete als Hauslehrer, Bibliothekar, Landvermesser und in anderen Berufen. Danach war er freier Schriftsteller. 1964 heiratete er Sandra Margaretha Eriksson. Die Ehe wurde 1972 geschieden.
1961 debütierte Holm mit der Novellensammlung Den store Fjende („Der große Feind“). In der Titelgeschichte geht es um eine Kirche auf einer Klippe am Meer, die von den Wellen benagt wird. Er beschreibt, wie die Kirche langsam zerfällt und einstürzt und schließlich im Meer verschwindet.
In dem Science-Fiction-Roman Termush, Atlanterhavskysten (1967, deutsch Termush, Atlantik-Küste) geht es um die privilegierten Überlebenden einer Atomkriegs, die sich in einem Luxusbunker sicher wähnen, aber schließlich doch dem Untergang geweiht sind.
Holm galt als politisch engagierter Autor. Er war Mitglied des dänischen P.E.N. und seit 2001 Mitglied von Det Danske Akademi.

## Auszeichnungen
- 1973: Henrik Pontoppidans Mindelegat
- 1974: Det Danske Akademis Store Pris
- 1985: Danske Dramatikeres Hæderspris
- 2001: Kritikerprisen für Kanten af himlen

## Bibliographie
- Den store Fjende (Erzählungen, 1961)
- Nedstyrtningen (Erzählung, 1963)
- Fra den nederste himmel (Roman, 1965)
- Jomfrutur, En liten roman (Roman, 1967)
- Termush, Atlanterhavskysten (Roman, 1967)
  - Deutsch: Termush, Atlantik-Küste. Übersetzt von Hanns Grössel. S. Fischer, Frankfurt a. M. 1970.
  - Englisch: Termush, translated from the Danish by Sylvia Clayton, New York : FSG Originals/Farrar Straus and Giroux, ISBN 978-0-374-61358-7
- Min elskede, en skabelonroman (Roman, 1968)
- En ø næsten som et paradis (Hörspiel, 1969)
- Rex (Erzählung, 1969)
- Syv passioner (Prosagedicht, 1971)
- Syg og munter (Roman, 1972)
- Det private liv (Roman, 1974)
- Luftens temperament, og 33 andre digte fra Grønland (Gedichte, 1978)
- Møbler er en sund baggrund, skuespil i en akt (Drama, 1978)
- Mænd og mensker (Erzählungen, 1979)
- Aja hvor skøn (Roman, 1980)
  - Deutsch: Mutter, Helene, Aja und ich. Übersetzt von Harry Müller. Rororo #8238, 1988, ISBN 3-499-18238-6.
- Peter von Scholten, en filmroman (Roman, 1987)
- En ufrivillig ømhed (Roman, 1989)
- Schumanns nat. Skuespil i ni billeder (Drama, 1992)
- Kald mig Liva, en fjernsyns-roman (Roman, 1993)
- Hr. Henrys begravelse og andre fortællinger (Erzählungen, 1995)
- Kanten af himlen, 13 fortællinger (Erzählungen, 2001)
- Den anden side af Krista X (Roman, 2002)

Herausgeber
- Sänghästen, 21 erotiske noveller (1987)
  - Deutsch: Dänische Liebesfreuden : eine erotische Anthologie. Bertelsmann, Gütersloh 1976.